# Battlefield 2: Modern Combat
Battlefield 2: Modern Combat (рус. Поле боя 2. Современные боевые действия) — компьютерная игра в жанре шутера от первого лица, разработанный Digital Illusions CE и изданный Electronic Arts. Battlefield 2: Modern Combat принадлежит серии игр Battlefield и является первой игрой данной серии, которая была выпущена под игровые консоли, а также первой игрой, которая не имела PC-версии.
Изначально игра была выпущена для консолей Xbox и PlayStation 2 25 октября 2005 года в Северной Америке. 11 апреля 2006 года для Xbox 360 была выпущена обновлённая версия игры, которая имела улучшенную графику и онлайновые особенности по сравнению с предыдущими версиями. Версия для PlayStation Portable была анонсирована в 2005 году, но позже была отменена.

## Игровой процесс
Игровой процесс коллективного режима игры сильно отличается от него в одиночном режиме. В игре два игровых режима: «Conquest» и захват флага. Максимальное количество игроков в обоих режимах — 24.

## Сюжет
Одиночная кампания разворачивается вокруг вымышленной войны между НАТО (в лице США и ЕС) и Китаем (совместно с коалицей среднеазиатских государств), которая происходит в Казахстане. Средства массовой информации обеих сторон распространяют пропаганду, в которой обвиняют друг друга в военных преступлениях, в то время как игрок сражается за каждый представленный в конфликте народ.

## Саундтреки
Композитор Rupert Gregson-Williams
1. BF Menu Music
2. Headshot
3. Air Traffic Control
4. Chopper Catching Flak
5. Bunker Bust
6. Helicopter Recon
7. Heavy Tonnage
8. Defend the Villages
9. Big Bang
10. River Mission
11. Zone 2 China
12. End of the Line
13. NATO Final
14. China Final

## Отзывы
| Сводный рейтинг | Сводный рейтинг | Сводный рейтинг | Сводный рейтинг |
| Издание         | Оценка          | Оценка          | Оценка          |
| Издание         | PS2             | Xbox            | Xbox 360        |
| --------------- | --------------- | --------------- | --------------- |
| GameRankings    | 80,44 %         | 80,63 %         | 77,36 %         |
| Metacritic      | N/A             | 80/100          | N/A             |

На GameRankings рейтинг Battlefield 2: Modern Combat для PS2 составляет 80,44 %, для Xbox — 80,63 %, и для Xbox 360 — 77,36 %.